# Arju
Koordinaten: 58° 31′ N, 22° 52′ O
Arju (deutsch Taggafer) ist ein Dorf (estnisch küla) auf der größten estnischen Insel Saaremaa. Es gehört zur Landgemeinde Saaremaa (bis 2017: Landgemeinde Orissaare) im Kreis Saare.
Das Dorf hat drei Einwohner (Stand 31. Dezember 2011). Es liegt 37 Kilometer nordöstlich der Inselhauptstadt Kuressaare.

## Geschichte
Während der dänischen Herrschaft über die Insel Saaremaa (1559 bis 1645) entstand neben dem Dorf durch Verlehnungen an die Familie Harrien der Hof Taggafer. Er blieb bis 1720 in deren Eigentum. Vom Familiennamen leitet sich der heutige estnisierte Dorfname ab.